# Здраворазумско знање и научно истраживање
И пре настанка психологије као науке, људи су се користили чулима и размишљањем да би дошли до неких закључака о људима и свету око њих. Пошто се људи у процесу закључивања често ослањају на интуицију, осећања и предубеђења, како би се такве чињенице и закључци одвојили од чињеница до којих се дошло путем научних истраживања, научници су их прозвали здраворазумским знањем.

## Научна истраживања
Научна истраживања се баве проучавањима психолошких проблема путем научно утврђених метода. Њихова истраживања не смеју да имају одлике здраворазумског сазнања, јер здраворазумско мишљење долази до емпиријски непотврђених чињеница. Научна истраживања стога садрже неколико одлика које их одвајају од здраворазумског знања.
Те одлике и особине се могу поделити у две групе. Прву групу чине особине које се односе на начин утврђивања чињеница, а другу групу чине особине које се тичу закључивања о утврђеним чињеницама и њиховој анализи.

### Прва група
У прву групу спадају следеће особине:
1. Емпиричност
2. Темељност
3. Објективност
4. Систематичност
5. Контролисаност

#### Емпиричност
У науци су валидне чињенице само уколико се до њих дошло путем емпиријског сазнања и потврђених научних метода. Спекулације о чињеницама у науци немају места.  

#### Темељност
Чињенице које се узимају у обзир морају бити проверене темељно ради поузданости. Оне се такође морају поклапати са чињеницама из више сличних огледа.

#### Објективност
Нормално је да истраживач има нека своја убеђења и осећања пред истраживање. Због тога постоје различите методе којим се форсира непристрасан приступ истраживача током истраживања. Сви подаци се морају узети у обзир, било да они противрече или одговарају истраживачевим ставовима или идејама.

#### Систематичност
Представља планску припрему. Систематска припрема значи да се јасно и детаљно мора знати шта се тачно истражује, којим методама, под којим условима, са каквим истраживачима итд. Систематска припрема се решава помоћу нацрта истраживања.

#### Контролисаност
Представља услове истраживања. Велики број фактора може да утиче на истраживање, стога истраживање може да крене у поптуно погрешном правцу и да доведе до неваљаних резултата. Потребна је контрола фактора који нису предмет испитивања, да би резултати били поуздани.

### Друга група
У другу групу спадају следеће особине:
1. Прецизност
2. Рационалност
3. Критичност
4. Обрађеност: статистички поступци
5. Јавност

#### Прецизност
Научна истраживања морају бити јасно одређена и прецизно написана, како би остали истраживачи и читаоци могли да их схвате. Теорије које се налазе у истраживању морају бити прецизна, јер што су неодређенија, то их је теже схватити. Резултати такође морају бити прецизно формулисани, што је најбоље урадити тако што се квантитативно изразе.

#### Рационалност
Истраживачи су, као и остали људи, често подложни грешкама у размишљању. Стога је врло важно да се истраживач води правилима логике и научног закључивања.

#### Критичност
Критичност представља стално преиспитивање. Сумња у резултате и теорије представља сјајан начин да се понове истраживања и да се резултати преиспитају. Управо због сумње која је битан фактор у развоју сваке науке, наука се разликује од религијских и идеолошких мишљења.

#### Обрађеност
Обрада података се врши највише статистичким и математичким поступцима. Без одговарајуће обраде, резултати су слабо научно употребљиви. Истраживачи морају бити упућени у такве методе како би што боље могли да одаберу одговарајуће методе за обраду података.

#### Јавност
Резултати неког истраживања постају део науке тек када се јавно објаве, јер тада постају доступни члановима заједнице. 
Што истраживање више поштује ове особине, оно је квалитетније и његови резултати су поузданији. Различите научне области се разликују по квалитету истраживања. Најпоузданије методе се налазе у природним наукама, попут физике, хемије итд. Психологија заостаје у том делу научне утемељености и у оквиру психологије постоје разлике у погледу квалитета истраживања.

## Периоди истраживања
Свако истраживање се може хронолошки поделити на неколико периода. Основна подела је подела на три периода: период пре прикупљања података, током и после. Иако је прикупљање података централно, активности, период пре и после су знатно дуже активности. Период пре прикупљања података се може поделити на фазе припреме истраживања и састављања нацрта истраживања. Период после прикупљања података се може поделити на фазу обраде података и фазу састављања извештаја о истраживању.